# Ammonius Herminae
Ammonius Herminae (în greacă: Ἀμμώνιος ὁ Ἑρμείου, n. 435 d.Hr., Alexandria, Egipt – d. 517 d.Hr., Alexandria, Egipt) a fost un filozof grec, discipol al lui Proclus.
A scris mai multe comentarii, atât referitoare la Aristotel, cât și la propriul său dascăl, pe care l-a criticat.
Prin scrierile sale poate fi considerat un precursor în abordarea unor teme matematice.
Astfel, a emis o ipoteză referitoare la numărul combinărilor a n elemente luate câte două.
A încercat să deducă incomparabilitatea suprafețelor mărginite de linii curbe și drepte din incomparabilitatea unghiurilor "mixtilinii" și rectilinii.